# Carl Billotte
Carl Andreas Hubert Billotte (* 22. August 1836 in Aachen; † 5. März 1917 ebenda) war ein deutscher Photograph.

## Leben und Wirken
Carl Andreas Hubert Billotte war der Sohn des Aachener Gesellschaftsmalers Heinrich Franz Carl Billotte und dessen Frau Gertrud Coonen. Spätestens ab 1859 war der 23-jährige Carl Billotte als Photograph tätig. 
Billotte illustrierte die Abhandlung von Peter Stephan Kaentzeler über die Basreliefs des Aachener Karlsschreins. Kaentzeler erklärte darin erstmals die Reliefdarstellungen, welche den Sagenkreis Karls des Großen schildern. Der Ikonographie der Reliefbilder lagen die Chronika des Ado, der Pseudo Turpin und die Historia Caroli Magni zu Grunde. Bei den Kunstwerken handelte es sich um Kupferplatten in dem Format 1 1/3 Fuß Länge und 1 Fuß Breite. Billotte veröffentlichte daraufhin acht Bilder der Dach-Reliefs bei der Buchdruckerei Jacob Hensen und Kompanie. Dies sind die frühesten, tradierten photographischen Kunstwerke von Carl Billotte. 
In der Aachener Theaterstraße Nr. 24 baute er sich sein photographisches Atelier auf, das er bis 1893/95 führte. Auf dem Theaterplatz und der Theaterstraße kulminierten zu jener Zeit die Photoateliers von Carl Billotte, August Classens, Adolph Erkelenz, August Kampf und Eugen Westendorp. Aus den Jahren 1864 bis 1880 sind von Carl Billotte Aufnahmen von Henry Joseph Napoléon Lambertz, seiner Ehefrau Pauline und ihrer Tochter Maria überliefert. In Co-Produktion mit seinem Photo-Studio erstellte Carls Vater Heinrich Franz Carl Billotte Vorstudien zu seinen Gemälden und kolorierten Photographien. Auch Carls älterer Halbbruder Egidius Franz Carl Billotte betätigte sich als Photograph und Maler und führte ein photographisches Atelier in Brüssel. 
Am 5. März 1917 verstarb Carl Billotte im Alter von 80 Jahren.

## Werke
- 1859 acht Basrelief des Aachener Karlsschreins: Traum und Gebet; Einsturz der Mauern von Pampelun; Wunder der blühenden Lanzen; Schlacht mit den Navarrern und Sarazenen; Karl d. Gr. betrauert die Toten aus der Sarazenen-Schlacht; Karl d.Gr. und Egidius; Karl d.Gr. und das Wunder der Dornenkrone; Karl d. Gr. schenkt Maria das Münster
- 1864 bis 1880 Familie Henry Lambertz. 13 Aufnahmen. Privatbesitz
- ohne Datum: Aufnahme eines unbekannten Jungen. Privatbesitz